# Гахов, Фёдор Дмитриевич
Гахов Фёдор Дмитриевич (19 февраля 1906, Черкесск — 30 марта 1980, Минск) — советский и белорусский математик, педагог, специалист в области краевых задач для аналитических функций комплексной переменной. Академик АН Белоруссии. Профессор и заведующий кафедрой теории функций и функционального анализа механико-математического факультета Белорусского государственного университета. Автор известной монографии «Краевые задачи», в которой изложены результаты по задаче Римана-Гильберта, полученные им совместно с учениками.

## Биография
Фёдор Дмитриевич Гахов родился 19 февраля 1906 года в станице Баталпашинская (г. Черкесск Ставропольского края) в семье сапожника. Он рано лишился отца, и с детства ему пришлось работать. После окончания Черкесского педагогического техникума в 1925 году поступил во Владикавказе в Горский педагогический институт.
В 1928 году его по рекомендации профессора Л. И. Креера приняли на учёбу в Казанский университет, который он окончил в 1930 году.
В 1934—1937 гг. Ф. Д. Гахов преподавал математику в вузах Свердловска, а затем поступил в аспирантуру Казанского университета, где его научным руководителем был Б. М. Гагаев. В это время сформировался круг его научных интересов, связанных с решением краевых задач теории аналитических функций и соответствующих им сингулярных интегральных уравнений.
В 1937 Ф. Д. Гахов защитил кандидатскую диссертацию «Линейные краевые задачи теории аналитических функций». Эта работа была удостоена второй премии на Всесоюзном конкурсе работ молодых учёных. С 1937 по 1939 год он работал доцентом в Казанском университете, а с 1939 по 1947 год — заведующим кафедрой математического анализа Северо-Осетинского педагогического института.
В 1943 году Ф. Д. Гахов защитил докторскую диссертацию «Краевые задачи теории аналитических функций и сингулярные интегральные уравнения». Тогда же, в 1943 году, ему было присвоено звание профессора.
В 1947—1953 гг. Ф. Д. Гахов работал профессором, а затем заведующим кафедрой дифференциальных уравнений Казанского университета. В 1953—1961 гг. — заведующим кафедрой дифференциальных уравнений Ростовского университета.
С 1961 года до последних дней жизни Ф. Д. Гахов работал в Белорусском государственном университете. Он заведовал кафедрой математического анализа, затем кафедрой теории функций и функционального анализа, а позднее работал профессором кафедры теории функций. В 1962—1963 гг. он был деканом математического факультета. В 1966 году Ф. Д. Гахов был избран действительным членом Академии наук Белорусской ССР.
Ф. Д. Гахов похоронен в Минске, на Северном кладбище.

## Научные достижения
Основные научные результаты Ф. Д. Гахова относятся к краевым задачам, сингулярным интегральным уравнениям и теории функций комплексного переменного. Он одним из первых в СССР исследовал задачу Римана-Гильберта для функций многих переменных. В своих исследованиях он широко использовал аппарат функций от матриц, а также топологические методы. Занимался теорией одномерных сингулярных уравнений, дал подробный анализ методов решения отдельных классов таких уравнений и указал границы их применимости.
Также Ф. Д. Гахов исследовал особые интегральные уравнения с ядром Коши и ядром Гильберта, обратные краевые задачи, уравнения типа свёртки, интегральные уравнения первого рода со слабыми особенностями. Полученные им совместно с учениками результаты отражены в монографиях «Краевые задачи» (выдержавшей три издания и переведённой на английский и испанский языки) и «Уравнения типа свёртки», опубликованной им совместно с его учеником профессором Ю. И. Черским.

## Научные труды
Список научных работ Ф. Д. Гахова был опубликован в журнале «Успехи математических наук» в 1976 году.
- Гахов Ф. Д. Краевые задачи. — М.: Физматлит, 1958. — 543 с.; 2-е изд., перераб. и доп. — М.: Физматлит, 1963. — 640 с.; 3-е изд. — М.: Наука, 1977. — 640 с.
- Гахов Ф. Д., Черский Ю. И. Уравнения типа свёртки. — М.: Наука, 1978. — 296 с.
- Гахов Ф. Д. О краевой задаче Римана // Матем. сб., 2(44):4 (1937), 673—683.
- Гахов Ф. Д. Об обратных краевых задачах // ДАН СССР, 86:4 (1952).
- Гахов Ф. Д., Черский Ю. И. Особые интегральные уравнения типа свёртки // Изв. АН СССР. Сер. матем., 20:1 (1956), 33-52.

## Награды
- Орден Трудового Красного Знамени.
- Медаль «За оборону Кавказа».
- Медаль «За доблестный труд в Великой Отечественной войне 1941—1945 гг.»
- Медаль «За доблестный труд в ознаменование 100-летия со дня рождения В. И. Ленина».